# Witold Kruczek

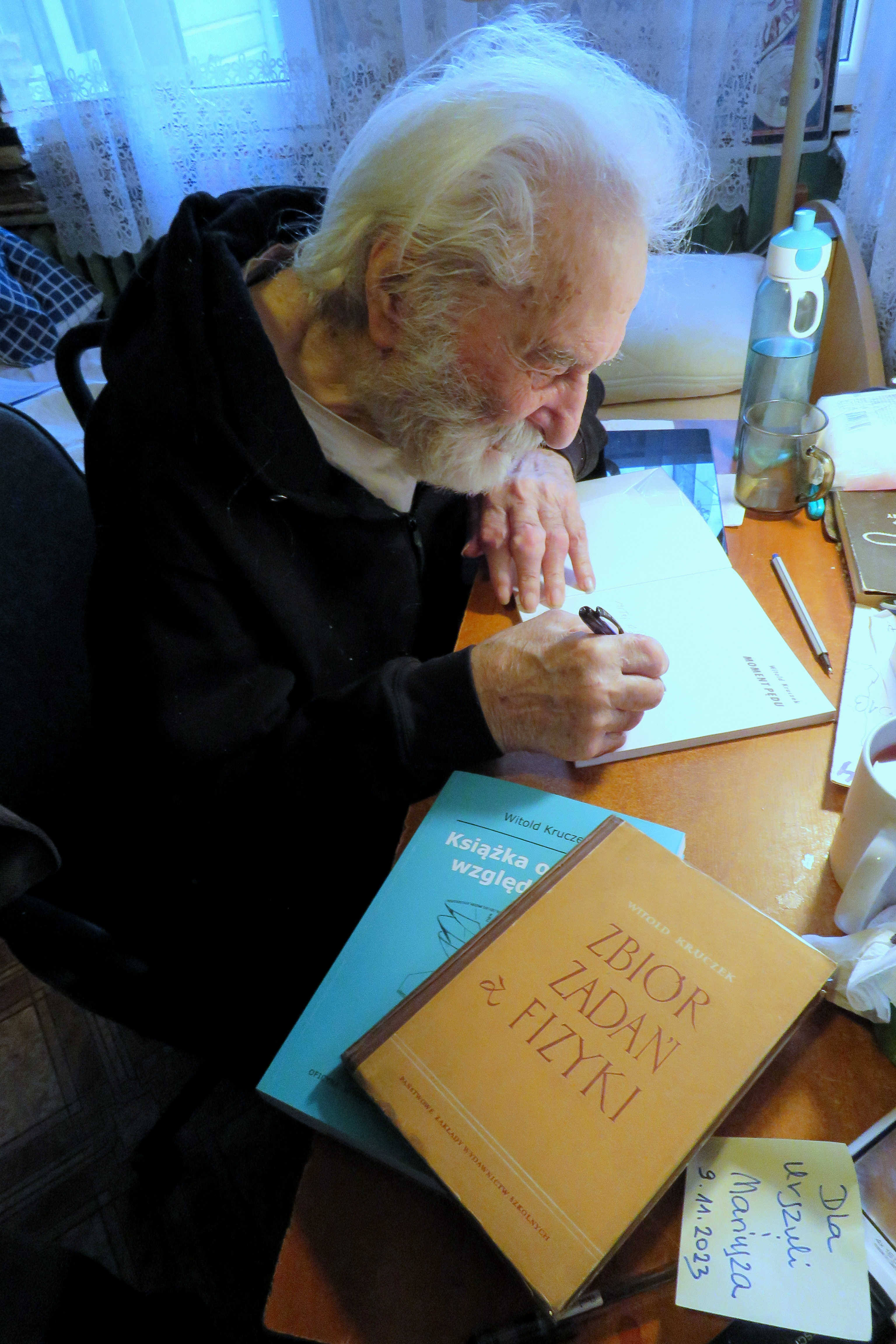
Witold Kruczek z egzemplarzami swoich książek: Zbiór zadań z fizyki (1961), Moment pędu w 20 doświadczeniach (2002) i Książka o teorii względności (2023)

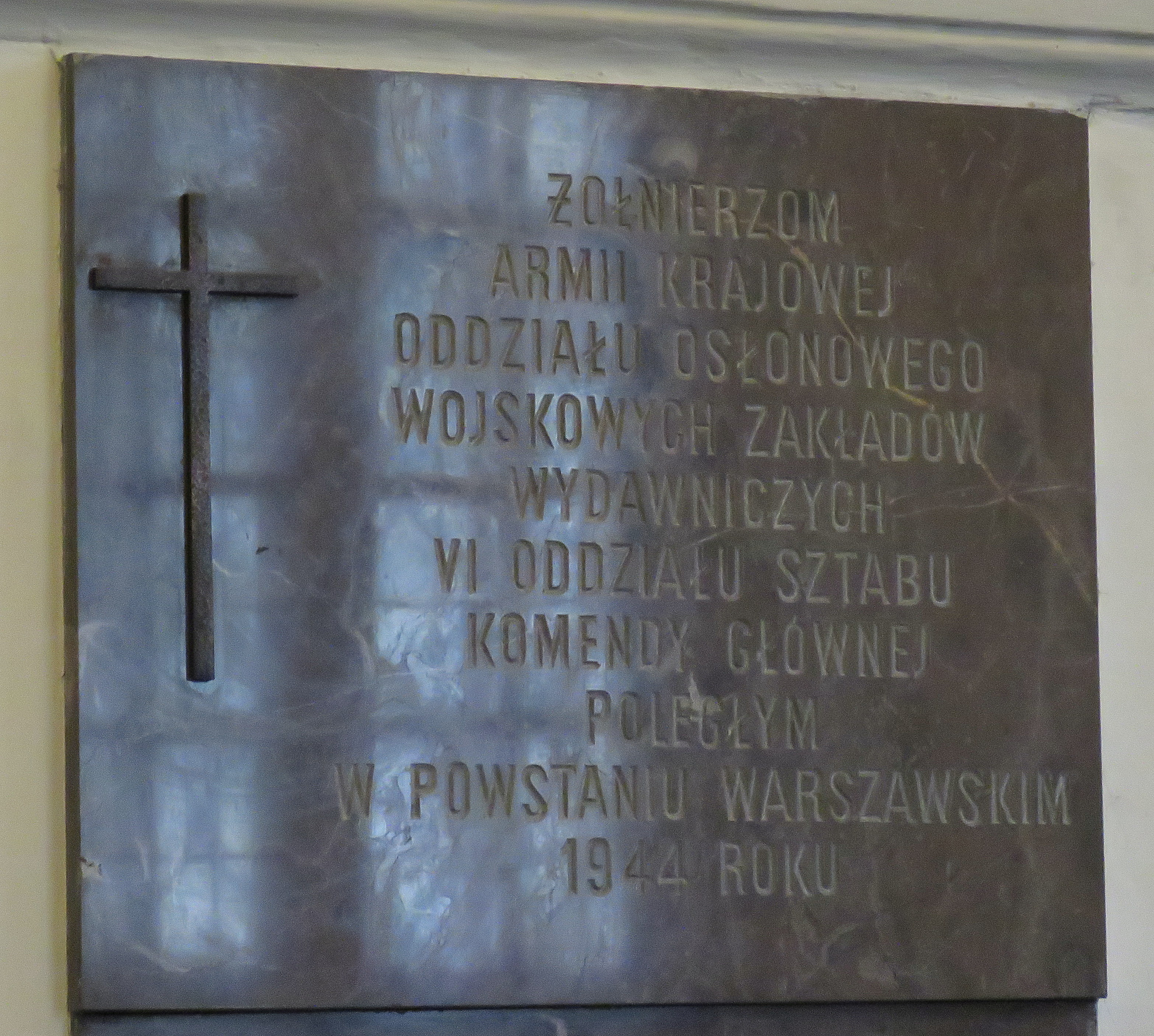
Tablica upamiętniająca wojenny oddział powstańczy Witolda Kruczka – Bazylika Świętego Krzyża w Warszawie, 5 listopada 2023

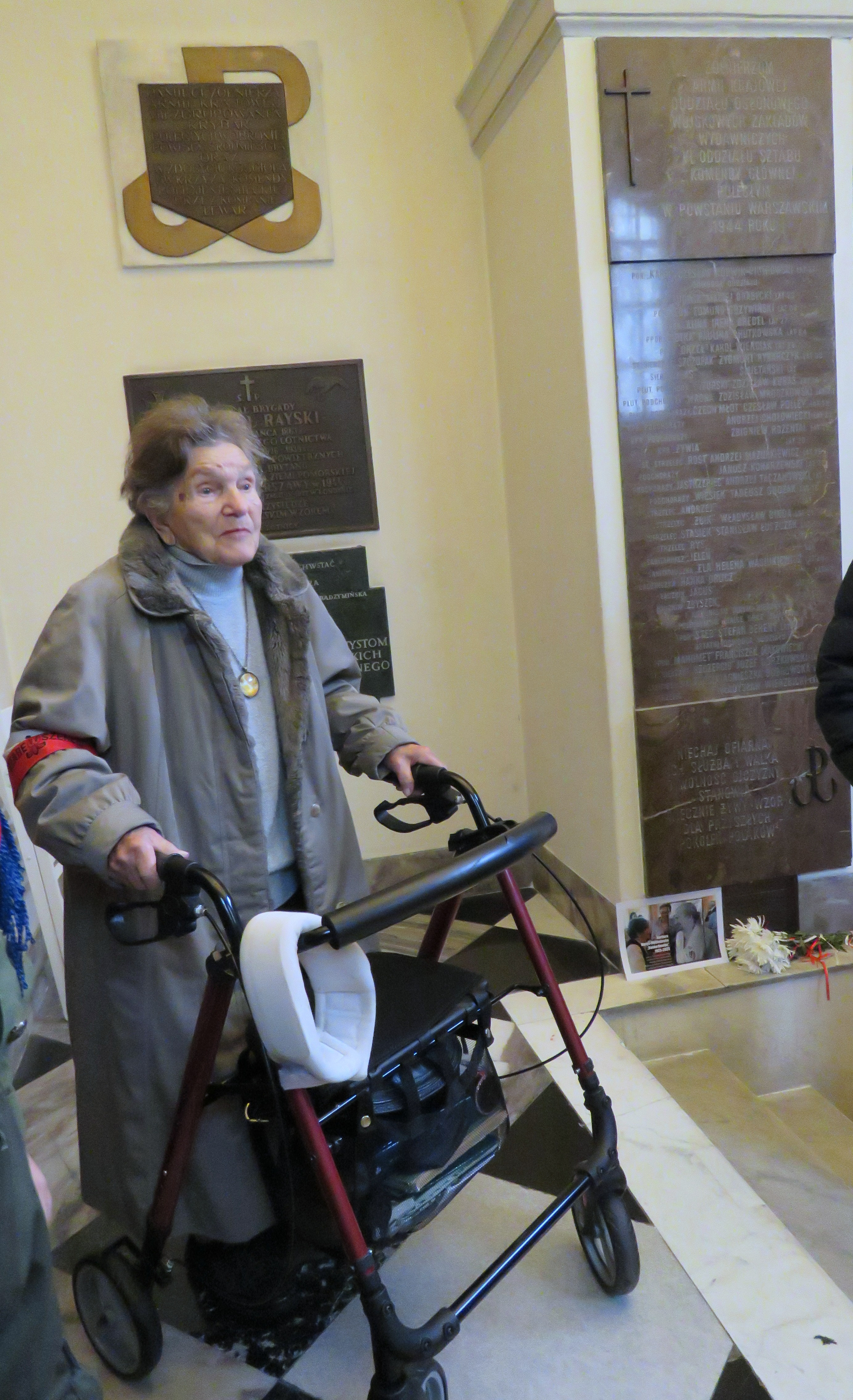
Warta honorowa przed tablicą upamiętniającą poległych żołnierzy Oddziałów Osłonowych Wojskowych Zakładów Wydawniczych (WZW) Biura Informacji i Propagandy Komendy Głównej AK, w których walczył Witold Kruczek (na fotografii koleżanka z powstańczego oddziału, Wanda Traczyk-Stawska, ps. „Pączek”) – Bazylika Świętego Krzyża w Warszawie, 5 listopada 2023

Witold Kruczek, właśc. Witold Kruczek-Abuładze (ur. 1 stycznia 1922 w Kwarchanie na terenie ówczesnej Turcji, zm. 15 października 2024) – polski fizyk, wykładowca akademicki, autor podręczników, tłumacz literatury naukowej z zakresu fizyki, powstaniec warszawski.

## Życiorys
Urodził się w rodzinie Władysława Kruczka (1884–1940), inżyniera górniczego, i Tamary z domu Abuładze (1894–1983) – rodowitej Gruzinki, o częściowych korzeniach greckich. Jego ojciec, uczestnik Rewolucji 1905 roku i członek Socjaldemokracji Królestwa Polskiego i Litwy, uciekając przed możliwymi represjami carskimi schronił się na terytoriach gruzińskich, zajętych wówczas przez Turcję, nieopodal rzeki Çoruh, na pograniczu turecko-gruzińskim, gdzie pracował w kopalni rudy miedzi.
Uczęszczał do szkoły podstawowej przy liceum francuskim w Konstantynopolu. W 1931 wraz z matką i siostrą przyjechał do Polski (ojciec podjął w tym czasie pracę w zawodzie inżyniera przy eksploatacji złóż miedzi w Kongo Belgijskim) i po początkowym zamieszkaniu w Warszawie i krótkich pobytach u rodziny w Płocku i Sosnowcu (gdzie jego stryj, Józef Kruczek, był dyrektorem „Stalowni Woźniak S.A.”), osiadł następnie w Częstochowie, gdzie uczęszczał do miejscowego Gimnazjum im. Henryka Sienkiewicza.
Po wybuchu II wojny światowej pracował jako górnik, a następnie kierowca transportowy ładunków towarowych częstochowskiej spółdzielni „Społem”. Ratując z częstochowskiego getta kolegę, Ryszarda Moora, przedostał się wraz z nim w 1943 do Warszawy, gdzie w następnym roku zastało go powstanie warszawskie. Podczas powstania, od 1 sierpnia do 4 października 1944 był strzelcem 2 plutonu Oddziału Osłonowego Wojskowych Zakładów Wydawniczych (WZW) – Biura Informacji i Propagandy – Komendy Głównej Armii Krajowej, pod dowództwem Stefana Berenta, w stopniu kaprala, pod ps. „Kruk” (m.in. z Wandą Traczyk-Stawską). Był to oddział dyspozycyjny Antoniego Chruściela ps. „Monter” kierowany do wspierania oddziałów powstańczych w Śródmieściu Północnym. Po upadku powstania został wywieziony przez Pruszków do Frankfurtu nad Odrą, a następnie Bremervörde (Stalag X B Sandbostel) i Pongau (Stalag XVIII C (317) k. Salzburga). Zatrudniony przy budowie kolei w Tschupbach. W atmosferze zbliżającego się końca wojny przedostał się w 1945 przez granicę ze Szwajcarią do internowanej tam od 1940 2 Dywizji Strzelców Pieszych gen. Bronisława Prugar-Ketlinga, która po zakończeniu działań wojennych została repatriowana do Polski. Był członkiem Zjednoczenia Demokratycznego Polaków w Szwajcarii.
Studiował na Politechnice Łódzkiej (tzw. kurs wstępny), a następnie na Politechnice Warszawskiej (magisterium na Wydziale Elektrycznym w 1952), w której był następnie wieloletnim wykładowcą Wydziału Fizyki Technicznej i Matematyki Stosowanej (w tym w latach 1978–1981 zastępcą dyrektora Instytutu Fizyki ds. dydaktycznych). Doktorat obronił w 1958.
19 stycznia 1955 został odznaczony Medalem 10-lecia Polski Ludowej.
Jest m.in. autorem zadań z fizyki, publikowanych w wielokrotnie wznawianych zbiorach zadań dla licealistów i kandydatów na studia, tłumaczem literatury naukowej z dziedziny fizyki (m.in. prac źródłowych Alberta Einsteina, Hermanna Minkowskiego i Henriego Poincarégo), publikowanych w uczelnianej serii: „Biblioteka Dydaktyczna Zespołu Metodologii Dydaktyki Fizyki Instytutu Fizyki Politechniki Warszawskiej” (wydania pierwotne i wznowienia z uzupełnieniami w latach 1977–1983).
W 1985 wyjechał do Algieru, gdzie wykładał do 1990 mechanikę ośrodków ciągłych na tamtejszej politechnice (L’Ecole Nationale Polytechnique). W latach 1992–1995 był nauczycielem fizyki w XXVII Liceum Ogólnokształcącym im. Tadeusza Czackiego w Warszawie.
W 2019, nakładem Wojskowego Instytutu Wydawniczego, ukazała się książka pt. Jedno z moich imion brzmi życie. Rozmowy z tymi, którzy przetrwali piekło wojny (ISBN 978-83-952536-6-9) – seria wywiadów z polskimi weteranami II wojny światowej, wśród których znalazła się rozmowa z Witoldem Kruczkiem autorstwa Piotra Korczyńskiego. W 2021 nakładem Wydawnictwa „Znak - Horyzont” ukazała się kolejna publikacja Korczyńskiego Przeżyłem wojnę... Ostatni żołnierze walczącej Polski (ISBN 978-83-240-7969-8), w której jeden z rozdziałów (Przyjaciele) został poświęcony fizykowi.
8 stycznia 2022 obchodził stulecie urodzin na Wydziale Fizyki Politechniki Warszawskiej.
Członek Polskiej Zjednoczonej Partii Robotniczej; w latach 80. prowadził w gmachu głównym Politechniki Warszawskiej „Klub 152”, gdzie odbywały się dyskusje o charakterze politycznym z udziałem członków PZPR, Polskiego Związku Katolicko-Społecznego i innych organizacji społecznych.
Był dwukrotnie żonaty (pięcioro dzieci). Mieszkał na osiedlu Przyjaźń, w dzielnicy Bemowo w Warszawie.
Uroczystość pogrzebowa odbyła się 22 października 2024 w Cerkwi św. Jana Klimaka w Warszawie a pochówek - w grobie rodzinnym w Częstochowie.

## Publikacje
- Zbiór zadań z fizyki (rysunki według szkiców autora: Edmund Jakubowski; Państwowe Zakłady Wydawnictw Szkolnych, Warszawa 1960, 1961, 1962, 1963);
- Zbiór zadań z fizyki. Dla kandydatów na wyższe uczelnie (współautorzy: Jędrzej Jędrzejewski, Adam Kujawski; Wydawnictwa Naukowo-Techniczne, Warszawa 1973, 1974, 1976, 1984, 1992, 1997; jako: Zbiór zadań z fizyki dla uczniów szkół średnich i kandydatów na studia, t. I/II: Wydawnictwa Naukowo-Techniczne, Warszawa 1997, 2002, 2004, 2009, 2012, 2016, ISBN 978-83-01-18790-3 [dodruk: 2020]);
- Moment pędu w 20 doświadczeniach: w mechanice, elektromagnetyzmie, atomie (Akademicki Instytut Naukowy, Grodzisk Mazowiecki 2002, ISBN 83-905592-7-7);
- Książka o teorii względności (recenzent: dr hab. inż. Teodor Buchner; konsultacja merytoryczna: Jędrzej Stanisławek; Oficyna Wydawnicza Politechniki Warszawskiej, Warszawa 2023, ISBN 978-83-8156-456-4).

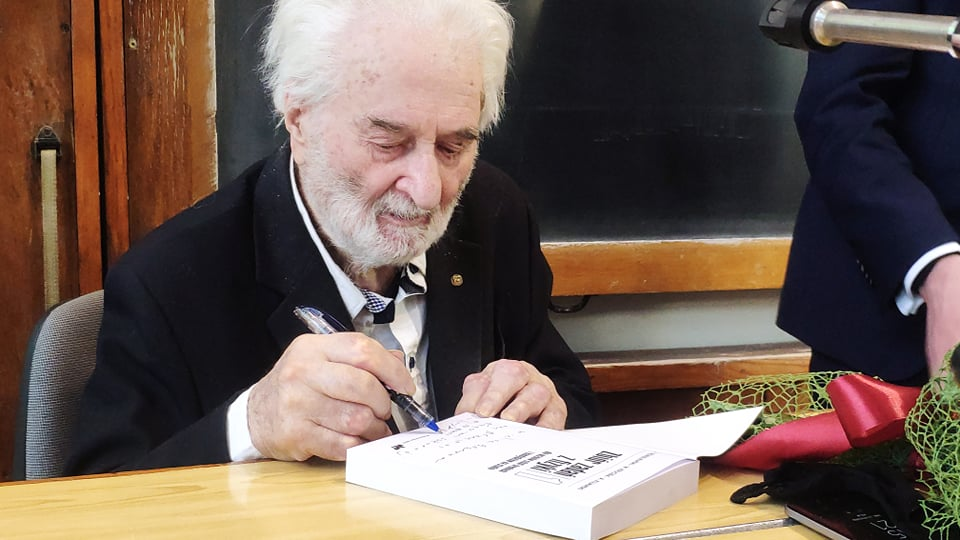
Witold Kruczek podpisujący nowe wydanie dwutomowego zbioru zadań jego współautorstwa, w trakcie jubileuszu 100-lecia urodzin na Wydziale Fizyki Politechniki Warszawskiej – Warszawa, 8 stycznia 2022

## Opracowania
- Witold Majewski (1896–1981), Zarys teorii drgań i fal. Według wykładów na semestrze 3-cim Wydziału Elektrycznego w roku 1947–1948 (opracowanie; maszynopis powielany, w zbiorach Biblioteki Narodowej w Warszawie; Koło Elektryków Studentów Politechniki Warszawskiej, Warszawa 1948).
- Literatura źródłowa do kursów „Podstawy fizyki” i „Podstawy filozofii” dla Wydziału Elektroniki Politechniki Warszawskiej. Część historyczna i filozoficzna. A-II-HF-1 (redakcja naukowa; Politechnika Warszawska, Warszawa 1977).

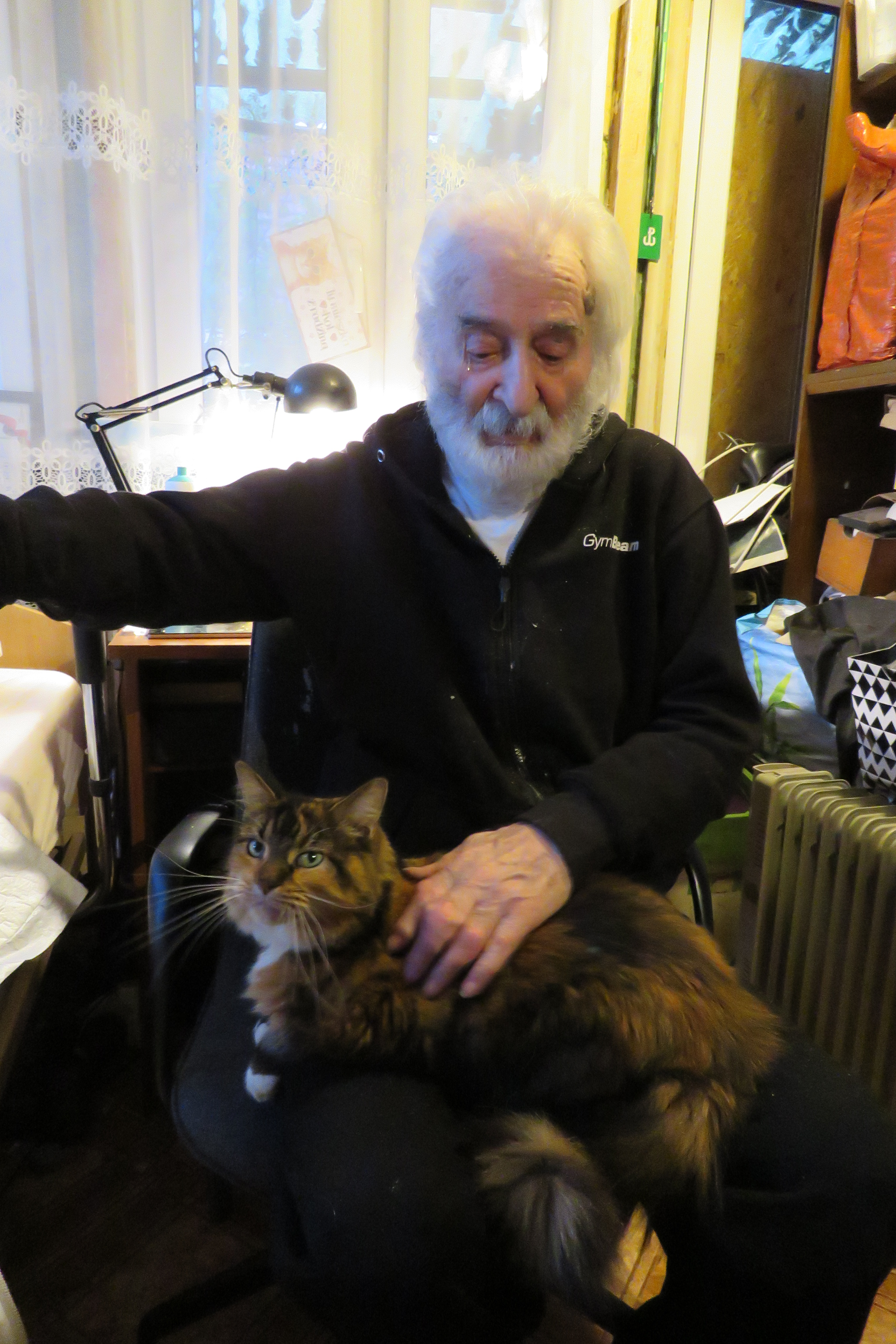
Witold Kruczek w swym warszawskim mieszkaniu na bemowskim osiedlu "Przyjaźń"; Warszawa, 9 listopada 2023

- Literatura źródłowa do kursu „Podstawy fizyki” na Politechnice Warszawskiej. T. 1, Szczególna teoria względności (redakcja naukowa i dydaktyczna; wydanie 2 poprawione i uzupełnione; Wydawnictwo Politechniki Warszawskiej, Warszawa 1981; seria: „Biblioteka Dydaktyczna Zespołu Metodologii Dydaktyki Fizyki Instytutu Fizyki Politechniki Warszawskiej”).
- Literatura źródłowa do kursu „Podstawy fizyki” na Politechnice Warszawskiej. T. 3, Grawitacja (redakcja naukowa i dydaktyczna; Wydawnictwo Politechniki Warszawskiej, Warszawa 1981; seria: „Biblioteka Dydaktyczna Zespołu Metodologii Dydaktyki Fizyki Instytutu Fizyki Politechniki Warszawskiej”).
- Literatura źródłowa do kursu „Podstawy fizyki” na Politechnice Warszawskiej. T. 2, Historia i filozofia teorii względności (redakcja naukowa i dydaktyczna; Wydawnictwo Politechniki Warszawskiej, Warszawa 1983; seria: „Biblioteka Dydaktyczna Zespołu Metodologii Dydaktyki Fizyki Instytutu Fizyki Politechniki Warszawskiej”).

## Przekłady
- Siergiej Frisz, Aleksandra Timoriewa,  Zjawiska elektryczne i elektromagnetyczne (wspólnie z Karoliną Leibler i Tadeuszem Prokopiukiem; Państwowe Wydawnictwo Naukowe, Warszawa 1955, 1959, 1965).
- Borys N. Buszmanow, Jurij A. Chromow, Fizyka ciała stałego (Wydawnictwa Naukowo-Techniczne, Warszawa 1973).
- Gieorgij I. Jepifanow,  Fizyczne podstawy mikroelektroniki (Wydawnictwa Naukowo-Techniczne, Warszawa 1976).
- Borys M. Jaworski, Arkadij A. Piński Elementy fizyki. T. 2, Elektrodynamika; Drgania i fale; Podstawy kwantowej fizyki atomów, cząsteczek i ciał stałych; Fizyka jądra i cząstek elementarnych (wspólnie z Mikołajem Jawdosiukiem; Państwowe Wydawnictwo Naukowe, Warszawa 1976).